# Savarthès
Savarthès ist eine französische Gemeinde mit 195 Einwohnern (Stand 1. Januar 2022) im Département Haute-Garonne in der Region Okzitanien (zuvor Midi-Pyrénées). Die Einwohner werden als Savarthésois bezeichnet.

## Geographie
Das Gemeindegebiet wird vom Flüsschen Soumès durchquert, das zur Garonne entwässert.
Umgeben wird Savarthès von den vier Nachbargemeinden:
|           | Saint-Médard                                |                |
| Landorthe | Kompassrose, die auf Nachbargemeinden zeigt | Labarthe-Inard |
|           | Estancarbon                                 |                |

## Bevölkerungsentwicklung
| Jahr                      | 1962 | 1968 | 1975 | 1982 | 1990 | 1999 | 2006 | 2011 | 2016 | 2019 |
| ------------------------- | ---- | ---- | ---- | ---- | ---- | ---- | ---- | ---- | ---- | ---- |
| Einwohner                 | 113  | 117  | 99   | 98   | 105  | 122  | 126  | 163  | 171  | 180  |
| Quelle: Cassini und INSEE |      |      |      |      |      |      |      |      |      |      |

## Sehenswürdigkeiten
- Kirche St-Bernard, erbaut 1869/70
- Waschhaus